# SAIS Trasporti
La SAIS Trasporti S.p.A. è una società per azioni, fondata ad Enna nel 1926, che gestisce il trasporto della Sicilia verso le altre città dell'isola e, da queste ultime, verso diverse destinazioni in tutta Italia.

## Storia

### La fondazione
La società di trasporti nasce nel 1926, come "I.A.S." ad Enna, su iniziativa dall'ingegnere Antonio Scelfo allo scopo di assicurare i collegamenti della città, neo capoluogo di provincia, con la sua stazione ferroviaria e, dal 1938, anche quelli su strada suburbani e interurbani per le varie località della provincia. La progressiva espansione dell'azienda prosegue nel secondo dopoguerra anche dopo la scomparsa, nel 1949, del suo fondatore e da tale data la gestione aziendale viene proseguita dalla moglie e dai figli. Il maggiore incremento delle dimensioni aziendali avviene alla fine degli anni settanta, quando vengono rilevate altre aziende siciliane; la SAIS (Società Autolinee Ingegnere Scelfo) incrementa i servizi e raggiunge il vertice del mercato del trasporto passeggeri privato su gomma della Sicilia.
La SAIS Trasporti opera anche attraverso altre aziende controllate di trasporto pubblico su gomma: Autolinee Giamporcaro S.r.l., Autolinee Gallo S.r.l. e T.U.A. - Trasporti Urbani Agrigento S.r.l.
Nel 2024 ha inoltre acquisito le società ATA - Agrigentina Trasporti Automobilistici S.r.l., SAL - Società Autolinee Licata S.r.l.,Fratelli Camilleri Argento & Lattuca S.r.l.
E Autolinee Fratelli Lattuca s.r.l. Aragona

## Servizio e collegamenti

### Collegamenti regionali
La SAIS ha come capolinea per i trasporti regionali in Sicilia le seguenti città, tra cui il capoluogo di regione e 5 capoluoghi di provincia:
- Enna (sede distaccata)
- Palermo (sede legale)
- Catania (sede distaccata)
- Messina  (sede distaccata)
- Caltanissetta
- Piazza Armerina
- Gela
- Caltagirone
- Gangi
- Vittoria.

SAIS Trasporti collega altresì diverse città siciliane, tra cui 5 capoluoghi, alcuni comuni in provincia di Enna, alcuni in provincia di Palermo (tra cui, oltre al capoluogo, Termini Imerese, polo industriale, e Cefalù, famosa località turistica), alcuni in provincia di Catania (tra cui il capoluogo e l'Aeroporto di Catania), alcuni in provincia di Caltanissetta (capoluogo e Gela i centri principali), altri in provincia di Messina (il capoluogo, la cittadina turistica di Castel di Tusa e Capri Leone). Inoltre, sono assicurati collegamenti anche da altre località della Sicilia e altre città di'italia.